# European Border Breakers Awards
Evropska nagrada EBBA (European Border Breakers Awards) je nagrada, ki jo vsako leto podelijo desetim obetajočim glasbenikom ali skupinam, ki so s prvim mednarodnim albumom v preteklem letu dosegli prepoznavnost zunaj meja svojih držav. Med dobitniki nagrade so  Adele, Tokio Hotel, The Baseballs, Zaz, Lykke Li, Milow, Katie Melua, Damien Rice, Caro Emerald, Stromae in skupina Mumford & Sons.
Nagrado EBBA je uvedla Evropska komisija kot priznanje Evropske unije. Izbor zmagovalcev in slovesna podelitev nagrad je v organizaciji Fundacije Noorderslag , ki spodbuja prepoznavnost evropske pop glasbe.

## Partnerske organizacije
- Evropska zveza za radiodifuzijo (EBU)[5]
- Program za izmenjavo evropskih glasbenih talentov (ETEP) omogoča medsebojno povezovanje evropskih festivalov popularne glasbe in nastope evropskih glasbenih skupin zunaj njihovih držav .[5] ter obvešča medije o novih evropskih glasbenih izvajalcih.[6]

## Izbor zmagovalcev
Za izbor zmagovalcev za glasbene nagrade EBBA veljajo naslednja merila:
- mednarodni uspeh prvega albuma izvajalca v evropskih državah v preteklem letu,
- število predvajanih posnetkov na radijskih postajah Evropske zveze za radiodifuzijo,
- uspešnost izvajalca na evropskih glasbenih festivalih zunaj matične države.

## Nagrada občinstva
Od leta 2010 dobitnikom nagrade EBBA s spletnim glasovanjem podelijo tudi nagrado občinstva. Prvi dobitnik te nagrade je bil belgijski kantavtor Milow. Leta 2011 je nagrado prejela nemška rock'n'roll skupina The Baseballs. 

## Podelitev nagrad
Od leta 2009 poteka podelitev nagrad vsako leto januarja v okviru festivala Eurosonic Noorderslag v nizozemskem mestu Groningen. Prireditev vodi glasbenik in televizijski voditelj BBC Jools Holland. Na podelitvi nagrad in na festivalu dobitniki nagrad nastopajo v živo. Kot posebni gosti so povabljeni tudi dobitniki nagrad iz prejšnjih let. Prireditev snema nizozemska televizijska postaja NOS/NTR in jo prenaša prek NET3. Prireditev vsako leto prenašajo številne evropske televizijske postaje.

## Začetki nagrade
Nagrado EBBA je leta 2004 uvedla Evropska komisija da bi spodbudila čezmejno popularnost glasbenih izvajalcev in poudarila bogato glasbeno raznolikost Evrope. EU podpira nagrado EBBA s sredstvi iz programa Kultura, ki je namenjen spodbujanju čezmejne mobilnosti umetnikov in kulturnikov, čezmejnemu širjenju kulturne in umetniške produkcije in krepitvi medkulturnega dialoga.

## Prejemniki

### 2012
| Država              | Izvajalec              | Album                |
| ------------------- | ---------------------- | -------------------- |
| Avstrija            | Elektro Guzzi          | Elektro Guzzi        |
| Belgija             | Selah Sue              | Selah Sue            |
| Danska              | Agnes Obel             | Philharmonics        |
| Francija            | Ben l’Oncle Soul       | Soulman              |
| Nemčija             | Boy                    | Mutual Friends       |
| Irska               | James Vincent McMorrow | Early in the Morning |
| Nizozemska          | Afrojack               | Lost and Found       |
| Romunija            | Alexandra Stan         | Saxobeats            |
| Švedska             | Swedish House Mafia    | Until One            |
| Združeno kraljestvo | Anna Calvi             | Anna Calvi           |

Nagrada občinstva: Selah Sue

### 2011
| Država              | Izvajalec      | Album                                |
| ------------------- | -------------- | ------------------------------------ |
| Danska              | Aura Dione     | Columbine                            |
| Nemčija             | The Baseballs  | Strike                               |
| Francija            | Zaz            | ZAZ                                  |
| Norveška            | Donkeyboy      | Caught                               |
| Romunija            | Inna           | Hot                                  |
| Avstrija            | Saint Lu       | Saint Lu                             |
| Združeno kraljestvo | Mumford & Sons | Sigh No More                         |
| Švedska             | Miike Snow     | Miike Snow                           |
| Nizozemska          | Caro Emerald   | Deleted Scenes From The Cutting Room |
| Belgija             | Stromae        | Cheese                               |

Nagrada občinstva: The Baseballs

### 2010
| Država              | Izvajalec          | Album               |
| ------------------- | ------------------ | ------------------- |
| Belgija             | Milow              | Milow               |
| Združeno kraljestvo | Charlie Winston    | Hobo                |
| Nemčija             | Peter Fox          | Stadtaffe           |
| Avstrija            | Soap&Skin          | Lovetune for Vacuum |
| Estonija            | Kerli              | Love Is Dead        |
| Švedska             | Jenny Wilson       | Hardships           |
| Portugalska         | Buraka Som Sistema | Black Diamond       |
| Francija            | Sliimy             | Paint Your Face     |
| Nizozemska          | Esmée Denters      | Outta Here          |
| Italija             | Giusy Ferreri      | Gaetana             |

Nagrada občinstva: Milow

### 2009
| Država              | Izvajalec      | Album                                  |
| ------------------- | -------------- | -------------------------------------- |
| Francija            | Aaron          | Artificial Animals Riding on Neverland |
| Združeno kraljestvo | Adele          | 19                                     |
| Danska              | Alphabeat      | Alphabeat                              |
| Nemčija             | Cinema Bizarre | Final Attraction                       |
| Francija            | The Dø         | A Mouthfull                            |
| Nizozemska          | Kraak & Smaak  | Boogie Angst                           |
| Danska              | Ida Corr       | One                                    |
| Švedska             | Lykke Li       | Youth Novels                           |
| Irska               | The Script     | The Script                             |
| Združeno kraljestvo | The Ting Tings | We Started Nothing                     |

### 2008
| Država              | Izvajalec          | Album                              |
| ------------------- | ------------------ | ---------------------------------- |
| Belgija             | Reborn             | Fools Rush In                      |
| Danska              | Dúné               | We are in there, you are out there |
| Finska              | Sunrise Avenue     | On The Way To Wonderland           |
| Francija            | Ayo                | Joyful                             |
| Nemčija             | Cascada            | Everytime We Touch                 |
| Irska               | Dolores O'Riordan  | Are You Listening?                 |
| Poljska             | Hemp Gru           | Klucz                              |
| Španija             | Miguel Ángel Muñoz | M.A.M.                             |
| Švedska             | Basshunter         | LOL <(^^,)>                        |
| Združeno kraljestvo | The Fratellis      | Costello Music                     |

### 2007
| Država              | Izvajalec          | Album                |
| ------------------- | ------------------ | -------------------- |
| Belgija             | Gabriel Ríos       | Ghostboy             |
| Nemčija             | Tokio Hotel        | Schrei               |
| Francija            | Ilona Mitrecey     | Un monde parfait     |
| Grčija              | Elena Paparizou    | My Number One        |
| Združeno kraljestvo | Corinne Bailey Rae | Corinne Bailey Rae   |
| Irska               | Celtic Woman       | Celtic Woman         |
| Italija             | Vittorio Grigolo   | In the Hands of Love |
| Poljska             | Blog 27            | Lol                  |
| Švedska             | José González      | Veneer               |
| Španija             | Beatriz Luengo     | Beatriz Luengo       |

### 2006
| Država              | Izvajalec           | Album                |
| ------------------- | ------------------- | -------------------- |
| Belgija             | Sarah Bettens       | Scream               |
| Danska              | Hush                | A Lifetime           |
| Nemčija             | Juli                | Es ist Juli          |
| Francija            | Amel Bent           | Un jour d'été        |
| Združeno kraljestvo | KT Tunstall         | Eye to the Telescope |
| Irska               | Hal                 | Hal                  |
| Švedska             | Arash               | Boro Boro            |
| Španija             | Bebe                | Pafuera Telanaras    |
| Madžarska           | Heaven Street Seven | Get Out And Walk!    |

### 2005
| Država              | Izvajalec       | Album                        |
| ------------------- | --------------- | ---------------------------- |
| Danska              | The Raveonettes | Chain gang of love           |
| Nemčija             | Wir sind Helden | Die Reklamation              |
| Finska              | Redrama         | Every Day Soundtrack         |
| Francija            | Corneille       | Parce que l'on vient de loin |
| Združeno kraljestvo | Katie Melua     | Call Off the Search          |
| Irska               | Damien Rice     | O                            |
| Italija             | Benny Benassi   | Hypnotica                    |
| Poljska             | Myslovitz       | Korova Milky Bar             |
| Švedska             | Ana Johnsson    | The Way I Am                 |

### 2004
| Država              | Izvajalec     | Album                |
| ------------------- | ------------- | -------------------- |
| Belgija             | Lasgo         | Some Things          |
| Danska              | Saybia        | The Second You Sleep |
| Nemčija             | Masterplan    | Masterplan           |
| Francija            | Carla Bruni   | Quelqu'un m'a dit    |
| Združeno kraljestvo | The Darkness  | Permission To Land   |
| Irska               | The Thrills   | So Much for The City |
| Italija             | Tiziano Ferro | Rosso Relativo       |
| Portugalska         | Mariza        | Fado Em Mim          |
| Španija             | Las Ketchup   | Hijas del Tomate     |